# Bill Hawkins
William E. Hawkins (Miami, 9 maggio 1966) è un ex giocatore di football americano statunitense che ha giocato nel ruolo di defensive end nella National Football League (NFL).
Al college giocò a football a Miami

## Carriera professionistica
Hawkins fu scelto come 21º assoluto nel Draft NFL 1989 dai Los Angeles Rams. Divenne titolare all'inizio del 1992 con l'arrivo dell'allenatore Chuck Knox ma l'8 novembre subì un grave infortunio al legamento crociato anteriore che lo costrinse a chiudere la carriera. Tentò di tornare in campo l'anno successivo senza riuscirvi.

## Palmarès
- PFWA All-Rookie Team - 1989

## Statistiche
| Partite | 42  |
| Sack    | 5,0 |